# Gulledahalla Jungle, Piriyapatna
Gulledahalla Jungle là một làng thuộc tehsil Piriyapatna, huyện Mysore, bang Karnataka, Ấn Độ.